# Neto Borges
Vivaldo Borges dos Santos Neto (phát âm tiếng Bồ Đào Nha: [viˈvawdu ˈbɔʁdʒis dus ˈsɐ̃tus ˈnɛtu]; sinh ngày 13 tháng 9 năm 1996), thường gọi Neto Borges, là một cầu thủ bóng đá người Brasil thi đấu ở vị trí hậu vệ trái cho Hammarby ở Allsvenskan, giải hạng nhất Thụy Điển.

## Sự nghiệp

### Brazil
Neto Borges vào đội một năm 2017, trải qua phần lớn thời gian theo dạng cho mượn tai Boca Júnior và Itabaiana. Sau đó anh trở lại Clube Atlético Tubarão và giành danh hiệu Copa Santa Catarina đầu tiên cuối năm 2017.

### Hammarby IF
Đầu mùa giải 2018, Neto Borges chuyển đến Hammarby IF ở Allsvenskan. Anh ký hợp đồng 3,5 năm với câu lạc bộ Thụy Điển. Anh ra mắt tại Allsvenskan cho Hammarby vào ngày 1 tháng 4 năm 2018 trước Sirius trong chiến thắng 3-1, thi đấu hết 90 phút.

## Danh hiệu

### Câu lạc bộ
Câu lạc bộe Atlético Tubarão
- Copa Santa Catarina: 2017